# Walter Blüchert

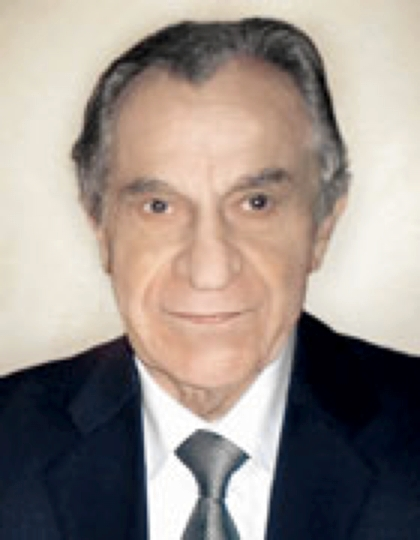
Walter F. Blüchert

Walter Fritz Blüchert (* 1920 in Berlin; † 2007 in Zürich) war ein deutscher Verleger und Finanzmakler.

## Leben
Blüchert wuchs im Berlin der 1920er Jahre auf. Nach dem Besuch der Volksschule absolvierte er eine kaufmännische Fachschule. Anschließend arbeitete er drei Jahre für eine große Druckerei, in der er seine Leidenschaft für das Verlagswesen entwickelte.
Nach dem Ende des Zweiten Weltkriegs heuerte Blüchert zunächst beim Weserkurier in Bremen als Schriftsetzer an. 1950 gründete er schließlich in Stuttgart den Blüchert-Verlag, der sich die deutschen Rechte für Walt-Disney-Publikationen im Nicht-Comic-Bereich sicherte. Sein Unternehmen veröffentlichte unter anderem Titel wie „Micky Mouse“, „Bambi“ oder „Dumbo“, aber auch Belletristik und Reiseliteratur. 1957 rief Blüchert die „Buch und Bild“-Gesellschaft ins Leben, deren Gegenstand die Nutzung und Vermittlung von Urheberrechten war. Im Jahr 1960 ließ er sich in Zürich nieder, wo Blüchert fortan als Finanzmakler arbeitete. In dieser Rolle war er unter anderem für die Unternehmen von Axel Springer und Reinhard Mohn tätig.
Blüchert engagierte sich vielfältig im sozialen Bereich, beispielsweise durch Spenden für Altersheime und Krankenhäuser. Er setzte Gunter Thielen als Vollstrecker seines Testaments ein. Nach seinen Vorstellungen wurde 2007 die Walter Blüchert Stiftung errichtet, die 2013 ihre Arbeit aufnahm. Sie ist als gemeinnützig anerkannt und unterstützt Personen, die unverschuldet in Not geraten sind.